# Mobile (rzeka)
Mobile (ang. Mobile River) – rzeka w Stanach Zjednoczonych, w południowo-zachodniej części stanu Alabama. Długość rzeki wynosi 72 km, a powierzchnia dorzecza – 114 000 km².
Rzeka Mobile powstaje z połączenia rzek Alabama i Tombigbee, na wysokości 2 m n.p.m. Płynie w kierunku południowym, otoczona przez tereny podmokłe, stanowiąc część rozległej delty rzecznej. Niemal na całej długości równolegle do Mobile, na wschód od niej, biegnie jej odnoga – rzeka Tensaw. Uchodzi do zatoki Mobile (część Zatoki Meksykańskiej). Nad jej ujściem, na zachodnim brzegu położone jest miasto portowe Mobile.